# Roland Laporte
Roland Laporte, mais conhecido por Roland, (3 de janeiro de 1680 – 14 de agosto de 1704) foi um revolucionário francês que, junto com Jean Cavalier, foi um dos líderes dos Camisards, calvinistas franceses de Cevenas que iniciaram uma revolta durante o reinado de Luís XIV.

## Vida
Era sobrinho de Laporte, o líder Camisard que foi perseguido e baleado em outubro de 1702, e ele próprio se tornou o líder de um grupo de mil homens que formou um exército disciplinado com depósitos, arsenais e hospitais. Por causa de sua ousadia em ação e rapidez de movimento, Roland perdia apenas para Jean Cavalier. Em 1702, esses dois líderes tiveram a entrada assegurada para a cidade de Sauve, sob o pretexto de serem oficiais reais, queimaram a igreja e levaram mantimentos e munição para seus exércitos.
Roland, que se autodenominava "general do filho de Deus", aterrorizou o país entre Nîmes e Alès, queimando igrejas e casas, e matando os suspeitos de hostilidade contra os huguenotes, embora sem participar pessoalmente de qualquer saque. Cavalier já estava em negociação com Marechal Villars quando Roland destruiu completamente um regimento católico de Fontmorte em maio de 1704.
Ele se recusou a depor suas armas sem a certeza definitiva da restauração dos privilégios concedidos pelo Édito de Nantes. Villars, então, tentou negociar, oferecendo a Roland o comando de um regimento de serviço estrangeiro e a liberdade de escolha de crença, mas não a liberdade de exercício livre de sua religião por seus correligionários. Essa negociação não teve resultados e Roland foi traído por um de seus homens de confiança, sendo perseguido e assassinado em 14 de agosto de 1704, enquanto tentava fugir de seus perseguidores. Dois dias depois, seu corpo foi arrastado pelas ruas de Nîmes e foi queimado.